# Stevan Horvat
Stevan Horvat (* 7. Oktober 1932 in Svetozar Miletić; † 28. Mai 2018) war ein jugoslawischer Ringer. Er nahm an drei Olympischen Spielen (1960, 1964 und 1968) teil. Er errang vier internationale erste Plätze, zwei davon bei Weltmeisterschaften (1963 und 1966).

## Internationale Erfolge
(OS=Olympische Spiele, WM=Weltmeisterschaften, MS=Mittelmeerspiele, Gr=griechisch-römisch)
- 1955, 16. Platz, WM in Karlsruhe, GR, Le, Niederlagen gegen Tar Frankreich, und Gondzik Polen;
- 1956, 10. Platz, Welt-Cup in Istanbul, GR, We, Niederlagen gegen El Sayed und Rantanen;
- 1957, 2. Platz bei den III. Internationalen Sportfestspiele in Moskau, GR, We hinter Schazam Safin, UdSSR;
- 1958, 4. Platz, WM in Budapest, GR, We, hinter Kâzım Ayvaz, Türkei, Grigori Gamarnik, UdSSR, und Valeriu Bularca, Rumänien;
- 1958, 3. Platz, Balkanmeisterschaft in Istanbul;
- 1959, 1. Platz, MS in Beirut, GR, We, vor Mithat Bayrak, Türkei, und vor René Schiermeyer, Frankreich;
- 1959, 2. Platz, Balkanmeisterschaft in Bukarest;
- 1960, 4. Platz, OS in Rom, GR, We, hinter Mithat Bayrak, Türkei, Günther Maritschnigg, Deutschland und René Schiermeyer, Frankreich;
- 1960, 1. Platz, Balkanmeisterschaft in Burgas;
- 1961, 2. Platz, WM in Yokohama, GR, We, hinter Valeriu Bularca, Rumänien, und vor Ziya Doğan, Türkei;
- 1961, 1. Platz, Balkanmeisterschaft in Athen;
- 1962, 2. Platz, WM in Toledo, GR, Le, hinter Kâzım Ayvaz, Türkei, und vor James Burke, USA;
- 1962, 1. Platz, Balkanmeisterschaft in Skopje; GR, We,
- 1963, 1. Platz, WM in Helsingborg, GR, Le, vor Dawit Gwanzeladse, UdSSR, und vor Klaus Rost, Deutschland;
- 1963, 4. Platz, MS in Neapel, GR,
- 1964, 4. Platz, OS in Tokio, GR, Le, hinter Kâzım Ayvaz, Türkei, Valeriu Bularca, Rumänien, Dawit Gwanzeladse, UdSSR, und Tokuaki Fujita, Japan;
- 1964, 2. Platz, „Iwan-Podubbny“-Turnier in Moskau, GR, Le, hinter Dawit Gwanzeladse, UdSSR;
- 1965, 2. Platz, WM in Tampere, GR, Le, hinter Gennadi Sapunow, UdSSR, und vor Eero Tapio, Finnland;
- 1966, 1. Platz, WM in Toledo, Ohio, Gr, Le vor Gennadi Sapunow, UdSSR und Eero Tapio, Finnland;
- 1966, 2. Platz, „Iwan-Podubbny“-Turnier in Minsk, GR, We, hinter Bulyinko, UdSSR;
- 1967, 1. Platz, MS in Tunis, GR, Le, vor Petros Galaktopoulos, Griechenland, und Piero Bellotti Italien;
- 1967, 5. Platz, WM in Bukarest, GR, Le, hinter Eero Tapio, Finnland, Antal Steer, Ungarn, Vahlap Pehlivan, Türkei, und Mohammad Farhangdoust, Iran;
- 1968, 2. Platz, OS in Mexiko-Stadt, GR, Le hinter Muneji Munemura, Japan und vor Petros Galaktopoulos, Griechenland;
- 1968, 2. Platz, „Iwan-Podubbny“-Turnier in Alma-Ata, GR, Le, hinter Donchev, Bulgarien;

## Jugoslawische Meisterschaften
Stevan Ištvan Horvat wurde 1954, 1955, 1956, 1957, 1958, 1959, 1960, 1962, 1963, 1965 und 1966 jugoslawischer Meister im Welter im griechisch-römischen Stil.

## Wichtigste Länderkämpfe
- 1964, Jugoslawien gegen Japan, GR, We, Punktsieg gegen Kazama,
- 1964, Jugoslawien gegen Japan, GR, We, Unentschieden gegen Kazama,
- 1964, Jugoslawien gegen UdSSR, GR, Le, Unentschieden gegen Kolupov,
- 1965, Jugoslawien gegen Japan, GR, Le, Unentschieden gegen Munemura